# Реньессон, Николя
Николя Реньессон (фр. Nicolas Regnesson; ок. 1616, Реймс — 15 октября 1670, Париж) — французский рисовальщик, книжный иллюстратор и гравёр резцом на меди эпохи «большого стиля» Людовика XIV.

## Биография
Сын мастера по обработке дерева, Николя Реньессон в августе 1637 года отправился в Париж, чтобы с согласия отца стать учеником гравёра и торговца гравюрами Жана Ганьера. Вероятно, затем он вернулся в Реймс, где открыл гравировальную мастерскую и работал с Робером Нантёйлем, который женился на его сестре Жанне Реньессон. Затем он снова уехал в Париж, где в июне 1649 года женился на Маргерите Исаак, дочери фламандского гравёра и торговца Яспара Исаака.
Как и его зять Робер Нантёйль, Реньессон создал значительное количество гравированных портретов, среди которых особенно выделяется портрет юриста Буридана. Он также гравировал и редактировал несколько альманахов. Пьер-Жан Мариетт писал о нём в своих рукописных заметках, хранящихся в Национальной библиотеке Франции: «У Реньессона не было, как уже отмечалось, превосходного вкуса к рисованию, но он знал достаточно, чтобы нарисовать только голову. Одним из его талантов было даже рисовать портреты с натуры карандашом на пергаменте, метод, который, следуя его примеру, практиковал и Нантёйль, и он иногда гравировал их после того, как нарисовал. У него был очень тонкий резец и замечательное терпение в работе, все необходимые и достаточные детали, чтобы стать хорошим гравёром портретов. Резец Реньессона очень мягкий и мягкого и очень приятного цвета, но он безвкусен и чрезвычайно холоден. Его размеры удивительно равны, но они жесткие… но нельзя отрицать, что Реньессон — один из лучших гравёров резцом».
Дочь Николя Жанна Реньессон (1651—1668) в ноябре 1667 года вышла замуж за художника Жана II Леблона, члена Королевской академии живописи и скульптуры. Его младшая сестра Мадлен (1653—1686) вышла замуж в 1672 году за гравёра Герарда Эделинка (1640—1707), который работал по приказу Нантея, прежде чем стать гравером короля. Свидетелями на их свадьбе были Шарль Лебрен и Филипп де Шампань. В этом круге имён названы все основные художники-живописцы и гравёры эпохи «большого стиля» Людовика XIV.

## Галерея
- Портрет де ла Коломбьера из книги «Героическая наука». 1644. Гравюра Н. Ренессона и Р. Нантёйля по рисунку Ф. Шанно
- Художник-поэт. 1670
- Совместно с Ф. Шово. Портрет Анны Жневьевы де Бурбон Конде
- Возрождённая Франция. 1670
- Артамен или Великий Кир. 1600
- Распятый Христос. 1670